# Cabo Negro
El cabo Negro (en valenciano: cap Negre) es un cabo del municipio de Jávea, en la Comunidad Valenciana (España). Está situado entre la Playa Portichol y la punta Plana. Su superficie está cubierta por un denso bosque de pino carrasco.